# Lappticka
Lappticka (Amylocystis lapponicus eller A. lapponica) är en svampart som först beskrevs av Lars Gunnar Torgny Romell, och fick sitt nu gällande namn av Bondartsev & Singer 1944. Lapptickan ingår i släktet Amylocystis,  och familjen Fomitopsidaceae. Arten är reproducerande i Sverige. Inga underarter finns listade.
I den svenska databasen Dyntaxa används i stället namnet Amylocystis lapponica för samma taxon. Arten är reproducerande i Sverige.